# Ononis subspicata
Ononis subspicata es una especie perteneciente a la familia de las fabáceas.

## Descripción
Es una hierba anual, de hasta 40 cm de altura, erecta o ascendente. Tallos ramificados en la base, poco ramificados en la mitad superior, rara vez divaricados, densamente peloso-glandulosos, con pelos no glandulíferos de menos de 1,5 mm, dispuestos en una línea. Hojas trifolioladas; estípulas parcialmente soldadas al pecíolo, con la parte libre ovada u ovado-lanceolada, dentada; folíolos 5-15 x 2-10 mm,ovados, orbiculares o ± elípticos, aserrados, peloso-glandulosos. Inflorescencias terminales, subcapituliformes antes de la antesis, racemiformes en la fructificación, multifloras; brácteas sin folíolos, ovadas, acuminadas, dentadas. Floressolitarias en la axila de cada bráctea, cortamente pediceladas, erecto-patentestras la antesis. Cáliz 6-9,5 mm, campanulado, densamente peloso-glanduloso, con pelos no glandulíferos largos, sobre todo en los dientes; tubo 1,5-3 mm;dientes 4-7 mm, lineares o linear-lanceolados, con 3 nervios. Corola 9-15 mm,tan larga o hasta 1,5 veces más larga que el cáliz; estandarte glabro, rosado; alas blancas; quilla blanca con el ápice amarillo. Fruto 4,5-6 mm, ± incluido en el cáliz, ovoideo, peloso-glanduloso, con c. 5 semillas; pico recurvado. Semillas0,8-1,1 mm, reniformes, finamente tuberculadas, pardas. Tiene un número de cromosomas de 2n = 32.

## Distribución y hábitat
Se encuentra en pastizales de dunas, arenales costeros y del interior; a una altitud de 0-50(300) metros en la península ibérica y NW de Marruecos. Litoral atlántico del S y W de la península ibérica (desde Cádiz hasta el Río Miño),penetrando por el valle del Tajo hasta Toledo.

## Taxonomía
Ononis subspicata fue descrita por  Mariano Lagasca y publicado en Periódico de la Sociedad Médico-Quirúrgica 4(1): 4. 1824.
Etimología
Ononis: nombre genérico que deriva del nombre griego clásico utilizado por Plinio el Viejo para Ononis repens, una de las varias plantas del Viejo Mundo que tiene tallos leñosos, flores axilares de color rosa o púrpura y hojas trifoliadas con foliolos dentados.
subspicata: epíteto latíno que significa "con muchos pinchos"
Sinonimia
- Ononis baetica Clemente
- Ononis bourgaei Boiss. & Reut.
- Ononis broterana var. grandiflora (Coss.) Cout.
- Ononis broteriana DC.
- Ononis picardii Boiss.[5]